# یورای فیلاس
یورای فیلاس (اسلواکی: Juraj Filas; ۵ مارس ۱۹۵۵ – ۳۱ دسامبر ۲۰۲۱) آهنگساز اهل کشور اسلواکی بود. کارهای او شامل بیش از ۱۰۰ تصنیف بود: سمفونی‌ها، اپراها، کانتات‌ها و آهنگ‌های متعدد برای گروه مجلسی.